# Consueta
Se llama consueta al conjunto de celebraciones de la comunidad eclesiástica, para su práctica determinados días dentro del oficio divino (o liturgia de las horas) al finalizar laudes y vísperas.
También puede referirse a la libreta de reglas o guía que rige un cabildo o capítulo eclesiástico (se usa en singular para designar indistintamente el conjunto de reglas o bien cada una de ellas) en las que se anota el rito a seguir en cualquier celebración .
Entre los abundantes ejemplos, podrían citarse: dos trabajos del fraile capuchino Nolasc del Molar: Consueta del misteri de la gloriosa Santa Àgata (1953) y Consueta de Sant Eudald (1954); y el primitivo consueta del Misterio de Elche, que se supuso en manos de la Cofradía de Nuestra Señora de la Asunción y del que se guarda en el ayuntamiento de Elche una copia de 1709, para los «Mestres de la Capella».